# Чемпионат мира по академической гребле 1987
17-й чемпионат мира по академической гребле прошёл с 24 по 30 августа 1987 года на озере Багсверд близ Копенгагена (Дания).

## Медалисты

### Мужчины
| Дисциплина                | Золото | Золото  | Серебро | Серебро | Бронза | Бронза  |
| ------------------------- | --- | ------- | --- | ------- | --- | ------- |
| Одиночки M1x              | Томас Ланге ГДР | 7:37,48 | Петер-Михаэль Кольбе ФРГ | 7:40,76 | Перти Карппинен Финляндия | 7:40,90 |
| Двойки парные M2x         | Болгария · Даниел Йорданов · Васил Радев | 7:03,33 | ФРГ Андреас Шмельц Ральф Тинель | 7:06,33 | ГДР · Уве Зеглинг · Уве Хеппнер | 7:06,83 |
| Двойки без рулевых M2-    | Великобритания · Эндрю Холмс · Стивен Редгрейв | 7:11,20 | Румыния · Драгош Нягу · Дэнуц Добре | 7:12,60 | СССР · Юрий Пименов · Николай Пименов | 7:15,98 |
| Двойки с рулевыми M2+     | Италия · Кармине Аббаньяле · Джузеппе Аббаньяле · Джузеппе Ди Капуа (рул)                                                                                                 | 7:40,81 | Великобритания · Эндрю Холмс · Стивен Редгрейв · Патрик Суини (рул)                                                                                 | 7:42,88 | Румыния · Димитрие Попеску · Василе Томоягэ · Марин Георге (рул) | 7:44,96 |
| Четвёрки парные M4x       | СССР · Валерий Досенко · Сергей Кинякин · Михаил Иванов · Игорь Котько | 6:11,25 | Норвегия · Ветле Винье · Ларс Бьённесс · Рольф Торсен · Альф Хансен                                                                                 | 6:13,02 | Канада · Дуглас Хэмилтон · Роберт Миллс · Пол Доума · Мелвин Лаформ | 6:14,40 |
| Четвёрки без рулевых M4-  | ГДР · Йенс Людеке · Томас Грайнер · Ральф Брудель · Олаф Фёрстер | 6:39,70 | СССР · Вениамин Бут · Сигитас Кучинскас · Йонас Нармонтас · Андрей Васильев                                                                         | 6:41,30 | США · Тед Суинфорд · Дэниел Лайонс · Джон Райли · Роберт Эспесет | 6:42,46 |
| Четвёрки с рулевыми M4+   | ГДР · Франк Клавонн · Бернд Айхвурцель · Бернд Низекке · Карстен Шмелинг · Хендрик Райхер (рул)                                                                           | 6:41,74 | СССР · Виктор Омельянович · Николай Комаров · Владимир Романишин · Валентин Герасименко · Григорий Дмитренко (рул)                                  | 6:45,17 | Италия · Антонио Мауроджованни · Джованни Суарес · Ренато Гаэта · Джузеппе Карандо · Дино Луккетта (рул)                                                                         | 6:47,30 |
| Восьмёрки M8+             | США · Майкл Тети · Джонатан Смит · Эдвард Паттон · Майкл Стилл · Питер Норделл · Джеффри Маклафлин · Дуглас Бёрден · Джон Пескаторе · Сет Бауэр (рул)                     | 5:58,83 | ГДР · Марио Клиш · Дирк Рендант · Томас Бенш · Хольгер Розе · Андреас Кострау · Ханс Зенневальд · Карстен Тимм · Карстен Шмелинг · Петер Тиде (рул) | 6:01,94 | Италия · Этторе Булгарелли · Джузеппе Ди Пало · Антонио Бальдаччи · Пьеро Карлетто · Джованни Микколи · Альфредо Боллати · Аннибале Веньер · Франко Цукки · Паоло Тришиани (рул) | 6:03,61 |
| Лёгкий вес                | |         | |         | |         |
| Одиночки LM1x             | Вим ван Беллегем Бельгия | 8:06,10 | Дэвид Райт Канада | 8:11,43 | Руджеро Веррока Италия | 8:13,80 |
| Двойки парные LM2x        | Италия · Энрико Гандола · Джованни Калабрезе | 7:40,38 | Франция · Люк Криспон · Тьерри Рено | 7:40,68 | Великобритания · Карл Смит · Аллан Уайтуэлл | 7:52,58 |
| Четвёрки без рулевых LM4- | ФРГ Томас Пальм Эрик Ринг Герд Майер Себастьян Франке | 6:42,14 | Великобритания · Кристофер Бейтс · Питер Хейнинг · Нил Стэйт · Стюарт Форбс                                                                         | 6:44,05 | Италия · Франко Пантано · Дарио Лонгин · Нерио Джанотти · Мауро Торта | 6:46,10 |
| Восьмёрки LM8+            | Италия · Маурицио Лози · Альфредо Стриани · Витторио Торчеллан · Массимо Лана · Стефано Шпремберг · Карло Гадди · Андреа Ре · Фабрицио Равази · Себастьяно Дзанетти (рул) | 6:30,04 | ФРГ Бернд Стромпоровски Бьёрн Гельсен Альвин Оттен Харальд Гальстер Детлеф Глич Удо Хенниг Андреас Хоблер Вольфганг Биркнер Торстен Крайс (рул)     | 6:36,59 | США · Скотт Питри · Сеймур Данберг · Кристофер Берл · Сэмюэл Шуффлер · Майкл Моррисон · Джон Ирвайн · Кевин Клэр · Эдвард Хьюитт · Майкл О’Горман (рул)                          | 6:45,48 |

### Женщины
| Дисциплина                        | Золото | Золото  | Серебро | Серебро | Бронза | Бронза  |
| --------------------------------- | --- | ------- | --- | ------- | --- | ------- |
| Одиночки W1x                      | Магдалена Георгиева Болгария | 8:59,26 | Мартина Шрётер ГДР | 9:14,26 | Марьоара Попеску Румыния | 9:20,29 |
| Двойки парные W2x                 | Болгария · Стефка Мадина · Виолета Нинова | 7:47,89 | Румыния · Элисабета Липэ · Лилиана Дженес | 7:47,99 | США · Энн Марден · Барбара Кирч | 7:51,42 |
| Двойки распашные W2-              | Румыния · Родика Арба · Ольга Хомеги | 8:00,73 | ГДР · Катрин Хаккер · Уте Вильд | 8:06,54 | СССР · Марина Пегова · Надежда Сугако | 8:08,78 |
| Четвёрки парные W4x               | ГДР · Керстин Пилот · Биргит Петер · Ютта Хампе · Яна Зоргерс | 6:58,42 | Болгария · Павлина Александрова · Красимира Точева · Галина Яхорова · Мариана Янкулова                                                                       | 7:00,90 | СССР · Светлана Мазий · Марина Жукова · Ирина Калимбет · Антонина Думчева                                                                                              | 7:02,87 |
| Четвёрки распашные с рулевыми W4+ | Румыния · Валентина Вырлан · Марьоара Трашкэ · Адрьяна Келариу · Вероника Некула · Екатерина Оанча (рул)                                                           | 7:30,12 | ГДР · Бирте Зих · Герлинде Добершюц · Карола Хорниг · Мартина Вальтер · Сильвия Мюллер (рул)                                                                 | 7:34,09 | Болгария · Мануела Лашилина · Оля Стоичкова · Мариана Стоянова · Даниела Оронова · София Цветкова (рул)                                                                | 7:40,73 |
| Восьмёрки W8+                     | Румыния · Валентина Вырлан · Марьоара Трашкэ · Ливия Тьеану · Родика Арба · Адрьяна Келариу · Вероника Некула · Ольга Хомеги · Луча Тоадер · Екатерина Оанча (рул) | 6:55,61 | США · Анна Ситон · Кристен Торснесс · Кристин Кэмпбелл · Сара Генглер · Стефани Максвелл · Сьюзен Брум · Эбигейл Пек · Харриет Меткалф · Элизабет Бирд (рул) | 6:57,27 | СССР · Сармите Стоне · Лидия Аверьянова · Ирина Тетерина · Елена Макушкина · Елена Пухаева · Сария Закирова · Марина Супрун · Елена Терёшина · Валентина Хохлова (рул) | 7:03,25 |
| Лёгкий вес                        | |         | |         | |         |
| Одиночки LW1x                     | Мария Сава Румыния | 8:57,69 | Рита Дефо Бельгия | 8:57,89 | Франческа Бентивольо Италия | 9:05,58 |
| Двойки парные LW2x                | Канада · Дженис Мейсон · Хизер Хэттин | 8:36,60 | Бельгия · Люсия Фокке · Анне ван дер Муре | 8:41,35 | США · Кэри Сэндс · Кристин Эрнст | 8:51,02 |
| Четвёрки без рулевых LW4-         | США · Сэнди Кендалл · Линдси Бёрнс · Анджела Херрон · Мэнди Коваль                                                                                                 | 8:08,32 | ФРГ Кристиане Циммер Соня Петри Моника Вольф Эвелин Хервег                                                                                                   | 8:08,66 | Китай · Янь Дунлин · Лун Цзюнь · Ло Ханьтао · Чжан Сян | 8:13,81 |

## Командный зачёт
| Место | Страна         | Золото | Серебро | Бронза | Всего |
| ----- | -------------- | ------ | ------- | ------ | ----- |
| 1     | ГДР            | 4      | 4       | 1      | 9     |
| 2     | Румыния        | 4      | 2       | 2      | 8     |
| 3     | Болгария       | 3      | 1       | 1      | 5     |
| 4     | Италия         | 3      | 0       | 5      | 8     |
| 5     | США            | 2      | 1       | 4      | 7     |
| 6     | ФРГ            | 1      | 4       | 0      | 5     |
| 7     | СССР           | 1      | 2       | 4      | 7     |
| 8     | Великобритания | 1      | 2       | 1      | 4     |
| 9     | Бельгия        | 1      | 2       | 0      | 3     |
| 10    | Канада         | 1      | 1       | 1      | 3     |
| 11    | Норвегия       | 0      | 1       | 0      | 1     |
| 11    | Франция        | 0      | 1       | 0      | 1     |
| 13    | Китай          | 0      | 0       | 1      | 1     |
| 13    | Финляндия      | 0      | 0       | 1      | 1     |
| Всего | Всего          | 21     | 21      | 21     | 63    |